# Ladislav Šedivý
Ladislav Šedivý (ur. 11 października 1941 w Svicie) – słowacki taternik, alpinista, przewodnik tatrzański i ratownik górski.
Ladislav Šedivý aktywnie zajmował się taternictwem od 1958 roku. W Tatrach przeszedł szereg dróg o dużych trudnościach. W 1947 roku był uczestnikiem czechosłowackiej wyprawy w Ałtaj. W 1966 roku zdobył uprawnienia przewodnickie i został zawodowym ratownikiem górskim, członkiem Pogotowia Górskiego.